# Gremio de Asesinos de Ankh-Morpork
El Gremio de Asesinos de Ankh-Morpork es una escuela ficticia para asesinos profesionales, en el universo de Mundodisco del autor Terry Pratchett. Está ubicado en Ankh-Morpork, la ciudad más grande y cosmopolita del disco y es considerada la escuela que brinda la mejor educación a sus pupilos. 

## Historia
El Gremio de Asesinos fue fundado el 27 de agosto de 1512 (AM), por Sir Gyles de Munforte, como la Escuela para Asesinos Caballerescos de Munforte. Sir Gyles era un caballero/guerrero, que mientras luchaba en las cruzadas en el reino de Klatch, centró su atención en la tradición Klatchiana de asesinos caballerescos profesionales, y decidió formar una organización similar en casa, solo que sin las drogas.
En 1576 (AM) la escuela fue elevada a la categoría de Gremio y su nombre fue cambiado a Real Gremio de Asesinos. El 'Real' fue eliminado de su nombre después de los eventos de 1688 (AM) (la guerra civil de Ankh-Morpork). En respuesta a la alta demanda entre la aristocracia para que sus vástagos recibieran una buena educación, el gremio fue expandido para incluir a aquellos que efectivamente querían ejercer como asesinos. 
Durante la mayor parte de su historia, el gremio fue un establecimiento solo para varones (aunque talentosas mujeres autodidactas fueron invitadas a pertenecer al gremio). Sin embargo, recientemente se ha vuelto una institución para ambos sexos.
Aunque el dicho asevera que es la única escuela de asesinos del disco, se sabe que Klatch y HungHung tienen escuelas similares.

## Estructura y Actividades
Pratchett describe el Gremio en El arte de Mundodisco como la típica escuela pública británica. Como estas, el gremio está dividido en casas, generalmente nombradas por animales mortíferos. Algunas de estas son Serpiente, Escorpión, Cuervo o Cobra. 
El gremio ofrece la mejor educación que se puede conseguir en Ankh-Morpork. Casi toda la nobleza de la ciudad (y del resto del disco) envía a sus hijos ahí. Muy pocos se convierten en asesinos de profesión, y los que no, aprenden los rudimentos corteses del uso de armas. Estos estudiantes son conocidos como Oppidians (término que refiere a todos aquellos estudiantes que no son uno de los Estudiantes del Rey en el Colegio del Rey de Nuestra Señora de Eton (King's College of Our Lady of Eton), uno de los más antiguos colegios públicos británicos, ubicado en Eton, cerca de Windsor,  Reino Unido). Se espera de los graduados que puedan sobrellevar cualquier situación social, así como tocar razonablemente bien al menos un instrumento musical. 
Por otra parte, todo aquel que no se gradúa generalmente no es visto nuevamente, como es notado en Brujerías. El Gremio promueve un examen de acceso muy competitivo, tal como es mencionado en Pirómides, de forma que "Entrar en la escuela era de lo más sencillo, y salir de ella todavía lo era más (lo difícil era salir de ella por tu propio pie)".
Cuando un asesino se encuentra al final del último año, debe hacer el "examen final", conocido como La Corrida, que consiste en un examen oral, una carrera a través de un curso de obstáculos puestos sobre la ciudad de Ankh-Morpork con la intención de exhumar una única persona. Se describe en Pirómides y está diseñado para probar todos los trucos del arte, incluyendo movimiento clandestino, trepada, evasión de trampas, planes de contingencia, y la habilidad de finalmente inhumar al blanco. Un fallo en el examen es siempre fatal y los estudiantes tienen contratos sobre ellos mientras hacen La Corrida.

## Código de Conducta
El Gremio tiene un estricto código de conducta. Es considerado completamente imperdonable que un Asesino mate a alguien por alguna razón ajena a la que fue pagado para hacerlo (salvando la contrariedad de que sea defendiendo su propia vida). Para distinguirse de otros matones, cobran sumas de dinero nada despreciables por los contratos; y, en el típico contrato, el Gremio se queda con la mitad del dinero del contrato. Después de inhumar al blanco, deben por ley dejar un comprobante del hecho. También deben darle al cliente (ven al blanco del asesinato como un cliente) una chance deportiva, por lo que está prohibido tomar contratos de personas que puedan defenderse (por definición, cualquiera lo suficientemente rico para tener guardaespaldas es considerado como capaz de defenderse, haya contratado a estos o no). Es aceptado que el Asesino encuentre necesario también inhumar a los guardaespaldas de su cliente mientras está en una comisión, pero si pueden ser incapacitados sin quitarles la vida, es considerado de Buenas Maneras, y la marca de un buen miembro del Gremio. 
En casos muy raros, se pueden otorgar dispensas especiales a través de la dirección del Gremio, para omitir ciertas reglas, también conocido como "Inhumación con extrema descortesía". También, las reglas del asesinato son más laxas "fuera de la civilización", en áreas remotas como Überwald, o las zonas alejadas de las ciudades en la región de Klatch. 
El Asesino tiene que actuar con estilo. Sin estilo, es solo un matón muy caro. Siempre deben de vestir de un riguroso (y estilizado) negro, ya que por más que este no sea el mejor color para pasar desapercibido en la noche, es definitivamente el color correcto que un asesino debe de usar. 
Las reglas del asesinato están tan estrictamente formalizadas, que cualquiera con una mente analítica, un presupuesto decente, y un firme y extenso conocimiento del código de conducta puede evitar ser asesinado por el Gremio, tal como el Comandante de la Guardia de la ciudad de Ankh-Morpork Sam Vimes ha demostrado. Tal como se menciona en Ronda de noche, la última vez que alguien se presentó a pedir un contrato sobre Vimes, ningún miembro del Gremio lo aceptó, por más que la exorbitante tarifa fijada sobre él es de seiscientos mil dólares de Ankh-Morpork. Y luego de tantos fallos por asesinarlo, ha sido oficialmente quitado de las tarifas del Gremio, siendo la segunda persona en lograr dicho "honor" (la primera fue Lord Vetinari, que por razones políticas su nombre ha sido sacado de la lista).

## Asesinos presentados en Libros

### Havelock Vetinari
Lord Vetinari aparece como un estudiante del Gremio en Guardia Nocturna, pero aparentemente ya no ejerce. Es el actual patricio de Ankh-Morpork, y está listado como Vicedirector Honorario del Gremio. 
En las versión cinematográfica de El color de la Magia su papel fue interpretado por Jeremy Irons.

### Dr Cruces
Cabeza del Gremio en la novela Hombres de Armas. Es elitista y despreciativo hacia los miembros de la Guardia o cualquiera con un menor estatus social. Sin embargo, es honorable en los estándares del Gremio, hasta que Edward de M'uerthe llega con la loca historia de un Heredero al Trono de Ankh-Morpork con evidencia para soportar la teoría. Cuando consigue El Arma de esta novela, se embriaga de poder, asumiendo un complejo de dios con poder sobre la vida y la muerte de cualquiera. Al tratar de asesinar al Patricio en la boda de Vimes y matar en su huida al agente titular Cuddy es acorralado en su despacho del Gremio de Asesinos, Samuel Vimes le arrebata el arma y bajo su influjo se dispone a acabar con Cruces pero la intervención del cabo Zanahoria lo evita, Cruces recupera el arma y se dispone a disparar a Vimes pero ahora Zanahoria se anticipa y atraviesa al asesino con su espada. El cadáver queda bajo custodia del gremio que espera silenciar los hechos pero la Guardia se niega a participar en un arreglo a escondidas de la opinión pública.

### Lord Downey
Es la cabeza actual del Gremio, sucediendo al Dr Cruces después de su muerte; antes de eso era su asistente. Es un caballero distinguido y bien parecido, de pelo blanco, eminentemente profesional y de gusto impecable. Cierta evidencia sugiere que no siempre fue tan refinado ni en control de sí mismo, tal como es mostrado en el libro Guardia Nocturna, siendo un abusador en la escuela del Gremio (y algo imbécil), con una costumbre de llamar a todos por nombres despectivos, haciendo un caso particular de Havelock Vetinari en sus años de estudiante. Los treinta años que pasaron, al parecer hicieron mucho bien por el carácter de Lord Downey. Esto también puede atribuirse al hecho de que haya podido hacer reaccionar a Vetinari en su época de estudiante tenga algo que ver con esto. 

### Iñigo Espumadera
Pese a sus orígenes humildes, cursa estudios en el Gremio de Asesinos en calidad de becario. Durante los hechos relatados en " El Quinto Elefante" forma parte de la delegación diplomática de Ankh Morpork en calidad de asesor del Duque de Ankh, Delegado de Pizarra, Su Excelencia Sir Samuel Vimes aunque en la práctica entre sus tareas no confesables se encuentran tanto las de escolta como las de espionaje en territorio hostil. Despierta muy pronto las sospechas de Vimes que lo desenmascara aunque Iñigo se revela como un aliado y no como una amenaza para la seguridad de la delegación. 
Tras lanzar las bengalas que alertan sobre la destrucción de la torre de clacks de Überwald es emboscado en la propia torre y asesinado por el grupo de hombres lobo que lidera Wolfgang von Überwald.

### Edward de M'uerthe
Uno de los principales villanos de Hombres de Armas, es un aristócrata empobrecido, cuyos ancestros perdieron todo su dinero en apuestas y bebidas. Romántico incurable, su sueño es restaurar la monarquía de Ankh-Morpork; cuando descubre a uno de los personajes de la Guardia de la ciudad de Ankh-Morpork es un descendiente directo de la monarquía de la ciudad, conspira para que este obtenga el trono. Cuando obtiene El Arma se vuelve progresivamente más inestable en su comportamiento.

### Pteppic
Heredero del reino de Djelibeibi enviado por su padre a formarse en el Gremio de Asesinos. De ideas reformistas ha de enfrentarse al poder de los sacerdotes y afrontar el colapso espaciotemporal de su reino tal y como se relata en la novela "Pirómides".

### Jonathan Teatime
Jonathan Teatime aparece en Papá Puerco, E insiste que su nombre se pronuncia "Teh-ah-tim-eh".
Fue tomado dentro del Gremio siendo un joven huérfano (una costumbre que adoptan muchos gremios), luego de perder a sus padres siendo muy joven. Nunca se especifica que es lo que sucedió con ellos, pero se implica que lo que les sucedió es Jonathan
Luce juvenil y apuesto, con cabello ondulado y una sonrisa fácil, pero ese detalle es arruinado por sus ojos. Uno es de vidrio, mientras que el otro es de color blanco, con una pequeña pupila en él. Es, sin lugar a duda, un genio, pero también es sociopático hasta un nivel absurdo. Su mente ha sido comparada con un sacacorchos y un espejo roto (i.e. algo brillante, afilado, llamativo, pero fundamental e irrevocablemente roto o torcido). Su principal problema radica en que ve las cosas diferentes de las demás personas. Esto desemboca en los problemas presentados al principio del libro, en el cual se menciona que al inhumar una persona, también ha inhumado a familiares, sirvientes e inclusive mascotas de los clientes, una fragante violación del protocolo del Gremio.
Sin embargo, cuando los Auditores de la realidad se acercan al gremio para un contrato contra Papá Puerco (el equivalente a Papá Noel en Mundodisco), Lord Downey siente que el Sr Teatime es el hombre indicado para el trabajo. En la subsecuente reunión indica que ya tiene planes ideados para acabar con Papá Puerco, así como para la Hada de los Dientes, El Pato del Pastel del Alma (un equivalente al conejo de pascuas), e inclusive Muerte. 
La mayor parte del tiempo, el Sr Teatime aparece como un joven placentero y bien educado. Solo aparece irritado cuando las personas pronuncian mal su nombre. Posee una capacidad física que parece violar las leyes de la física, y tener un control férreo de las habilidades como Asesino (como amenazar a alguien con apuñalarlo, atravesando todas las capas de ropa con el cuchillo, y deteniéndose solo a apoyar la punta de este sobre el cuerpo). También aparece en lugares donde no debería de estar, y suele reírse de situaciones nada graciosas, incrementando la sensación de temor que todos parecen tener alrededor de él. 
En la adaptación de Sky One para televisión de Papá Puerco, su papel fue interpretado magistralmente por Marc Warren.
- Datos: Q4766047